# ظاهره الصفوه
ظاهرة الصفوه روستای کوچکی از توابع شهر دبا الفجیره در نوار ساحلی کرانهٔ
دریای عمان از توابع امارت فجیره از امارات هفتگانه دولت امارات متحده عربی واقع شده‌است.

## جمعیت
دارای (۱۰ خانوار) و در حدود ۶۵ نفر جمعیت می‌باشند که از اهل سنت و مالکی مذهب هستند. شغل عمدهٔ مردم روستا کشاورزی و ماهی گیری است. بعضی از مردم نیز دام خانه‌ای نیز دارند.
حدود ۱۰۰۰ اصله نخل خرما در روستا وجود دارد.

## پیشهٔ مردم
مردم این روستا به اضافهٔ کشاورزی، حدادی، ماهی گیری پیشه گرفته‌اند. همچنین ساختن گونه‌ای از قایق کوچک که برای ماهی گیری به کار برده می‌شود در این روستا می‌سازند؛ و صناعت دستی از منتوجات نخیل نیز رواج دارد.